# Forrest-Pass
Der Forrest-Pass ist ein breiter und vereister Gebirgspass im westantarktischen Marie-Byrd-Land. Er liegt zwischen Mount Bursey in der Flood Range und den südlichen Erhebungen der Ames Range.
Der United States Geological Survey kartierte ihn anhand eigener Vermessungen und Luftaufnahmen der United States Navy aus den Jahren von 1959 bis 1965. Das Advisory Committee on Antarctic Names benannte den Pass 1966 nach dem Glaziologen Robert B. Forrest, der von 1962 bis 1963 im Rahmen des United States Antarctic Research Program an einem Erkundungsmarsch von der Byrd-Station zum Whitmoregebirge teilgenommen hatte.